# Лаксизм
Лаксизм (от лат. laxus — слабо натянутый, отпущенный) — течение в католическом нравственном богословии XVII века, а также соответствующая практика пастырской деятельности.
В отличие от ригоризма, практиковавшегося янсенистами (янсенизм), лаксизм характеризовался снисходительностью к человеческому несовершенству и минимализмом в области нравственных требований. Приверженцы лаксизма из числа духовников и богословов изыскивали малейший повод к тому, чтобы оправдать грешника или, по крайней мере, представить смертный грех в качестве простительного. Большинство приверженцев лаксизма принадлежали к Ордену иезуитов, что дало повод Паскалю в «Письмах к провинциалу» обвинить иезуитов в создании и пропаганде лаксизма. Особенное недовольство у янсенистов вызывало то обстоятельство, что духовники, практиковавшие лаксизм, легко отпускали грехи и разрешали причащаться верующим даже при малейших признаках раскаяния, тогда как священники-янсенисты часто отказывали кающимся в отпущении грехов, объясняя это стремлением избежать профанации исповеди и Евхаристии. Поскольку лаксизм грозил упадком морали как среди верующих, так и среди духовенства и монашествующих, Римские Папы Александр VII и Иннокентий XI осудили ряд тезисов лаксизма. Например, следующие тезисы лаксизма: «Дозволяется давать отпущение грехов человеку, даже если он не имеет понятия, по причине небрежения, об основных истинах веры», «Частая исповедь и причастие даже у тех, кто живет по-язычески, являются признаком предопределения ко спасению» и т. п. Осужденные тезисы лаксизма были взяты преимущественно из сочинений богословов-иезуитов: Г. Васкеса, Ф. Суареса, Л. Молины, Ф. Санчеса и др. Однако наличие в сочинении богословов тезисов лаксизма не дает основания для негативного восприятия их трудов в целом.